# Peter Barlow

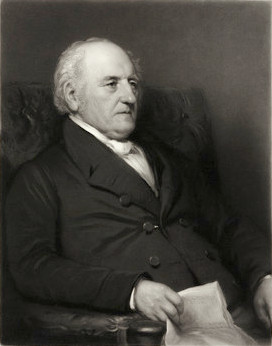
Peter Barlow

Peter Barlow (* 13. Oktober 1776 in Norwich; † 1. März 1862 in Kent) war ein britischer Mathematiker und Physiker.

## Leben
Als Autor mathematischer Artikel für die Frauenzeitschrift The Ladies’ Diary, die von einem Mathematikprofessor an der Royal Military Academy in Woolwich, (London) herausgegeben wurde, erhielt Barlow 1801 auf dessen Empfehlung einen Lehrauftrag (assistant mathematical master) an diesem Institut.
1806 wurde er von der Royal Military Academy zum Professor der Mathematik ernannt (bis 1847).
1811 publizierte Peter Barlow sein erstes Buch über Zahlentheorie unter dem Titel Elementary Investigation of the Theory of Numbers. In den Jahren von 1823 bis 1833 arbeitete er viel in den Bereichen des Magnetismus und der Elektrizität. 1822 entwickelte er das nach ihm benannte Barlow-Rad, den ersten Unipolarmotor. Im Jahr 1825 wurde ihm die Copley-Medaille der  Royal Society of London verliehen, deren Fellow er seit 1823 war.
1827 begann er mit optischen Versuchen, insbesondere konstruierte er Speziallinsen für astronomische Fernrohre.
In Zusammenarbeit mit dem Optiker George Dollond arbeitete er an der Herstellung eines  Achromaten mit flüssigen Linsen aus Schwefelkohlenstoff.
Im Jahr 1833 erzeugte Barlow ein Linsenpaar aus Kron- und Flintglas für ein achromatisches Doubletobjektiv. Dabei setzte er testweise eine konkave Linse vor das Okular, um die Vergrößerung zu steigern. Diese nach ihm benannte Barlowlinse gehört heute zur üblichen Teleskopausrüstung. Das gleiche Prinzip verwendet ein Telekonverter in der Fotografie.
1827 wurde er in die Königliche Akademie der Wissenschaften und Schönen Künste von Belgien, 1828 in die Académie des sciences und 1832 in die American Academy of Arts and Sciences gewählt. Seit 1826 war er Ehrenmitglied der Russischen Akademie der Wissenschaften in St. Petersburg.  Er beschäftigte sich zu späterer Zeit zunehmend mit der Dampflokomotive. Seine Söhne Peter William Barlow und William Henry Barlow waren angesehene Ingenieure im 19. Jahrhundert. Ihm zu Ehren benannt ist Barlow Island, eine Insel im Archipel der Südlichen Shetlandinseln in der Antarktis.

## Schriften

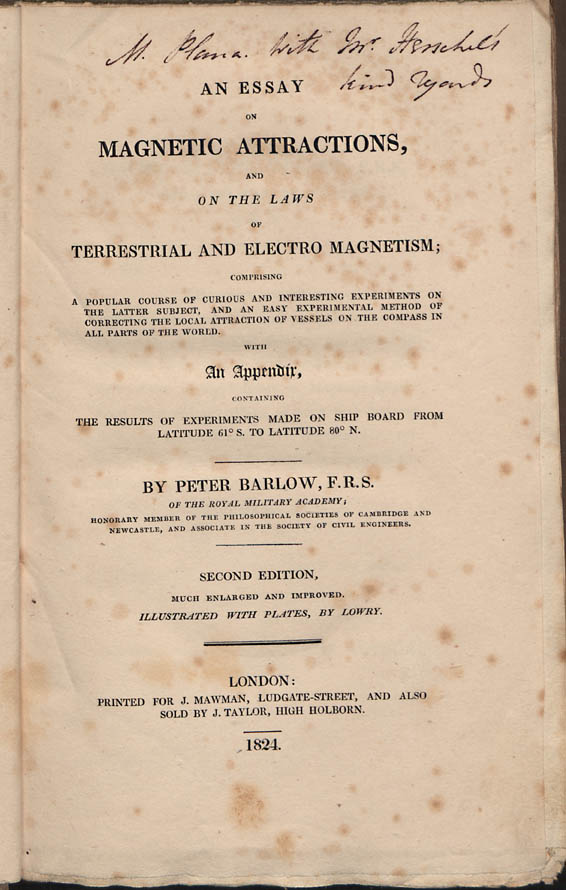
Essay on magnetic attractions, and on the laws of terrestrial and electro magnetism, 1824

- Elementary Investigation of the Theory of Numbers. 1811.
- New Mathematical and Philosophical Dictionary. 1814.
- New Mathematical Tables 1814. (Barlow’s Tables)
- Essay on the Strength and Stress of Timber and other Materials. 1817.
- Essay on Magnetic Attractions. 1820.
  - Essay on magnetic attractions, and on the laws of terrestral and electro magnetism. Joseph Mawman, London 1824 (englisch, beic.it).